# Terry Butcher
Pour les articles homonymes, voir Butcher.
Terence Butcher, dit Terry Butcher, né le 28 décembre 1958 à Singapour, est un footballeur anglais, qui évoluait au poste de défenseur à Ipswich Town et en équipe d'Angleterre. Il fait partie du Rangers FC Hall of Fame.
Butcher a marqué trois buts lors de ses 77 sélections avec l'équipe d'Angleterre entre 1980 et 1990. Il participe à la Coupe du monde 1982, à la Coupe du monde 1986 et à la Coupe du monde 1990. Il fait partie du Scottish Football Hall of Fame, depuis 2011, lors de la huitième session d'intronisation. Il est le troisième non-écossais à y figurer, après Henrik Larsson et Brian Laudrup, et le premier anglais.

## Biographie
Terry Butcher commence sa carrière de joueur dans le club d'Ipswich Town, où il reste 8 saisons. Avec Ipswich, il remporte notamment la Coupe de l'UEFA en 1981. En 1986, il s'engage avec le club écossais des Glasgow Rangers. Avec les Light Blues il est sacré champion d'Écosse à trois reprises.
Terry Butcher est appelé pour la première fois en sélection lors de l'année 1980. Avec son équipe nationale il participe à trois coupes du monde : celle de 1982, puis celle de 1986, où l'Angleterre se fait éliminer en quarts par l'Argentine de Maradona, et enfin celle de 1990, où les Three Lions terminent à la 4e place. À plusieurs reprises, il se voit confier le brassard de capitaine de la sélection.
Après sa carrière de joueur, Butcher se lance dans une carrière de manager. Il a notamment été l'entraîneur d'Inverness Caledonian Thistle.

## Palmarès

### En Club
- Vainqueur de la Coupe de l'UEFA en 1981 avec Ipswich Town
- Champion d'Écosse en 1987, 1989 et en 1990 avec les Glasgow Rangers
- Vainqueur de la FA Cup en 1978 avec Ipswich Town
- Vainqueur de la Coupe de la Ligue d'Écosse en 1987, 1988 et 1989 avec les Glasgow Rangers
- Vice-champion d'Angleterre en 1981 et en 1982 avec Ipswich Town
- Finaliste de la Coupe de la Ligue d'Écosse en 1990 avec les Glasgow Rangers
- Finaliste de la Coupe d'Écosse en 1989 avec les Glasgow Rangers

### EnÉquipe d'Angleterre
- 77 sélections et 3 but entre 1980 et 1990
- Participation à la Coupe du Monde en 1982 (2e Tour), en 1986 (1/4 de finaliste) et en 1990 (4e)